# Ierse Amerikanen

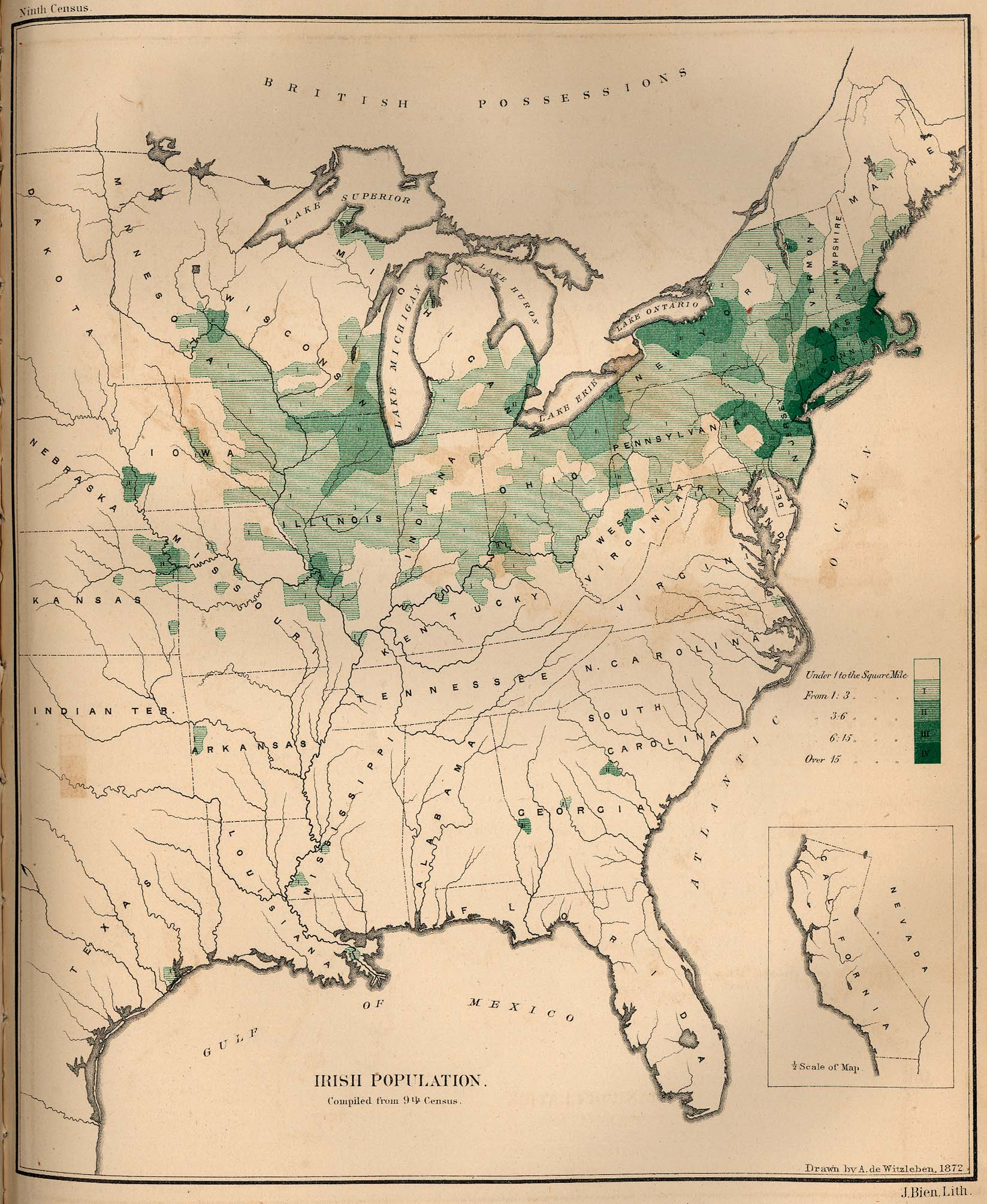
Verspreiding Ierse bevolking in de V.S. in 1872.

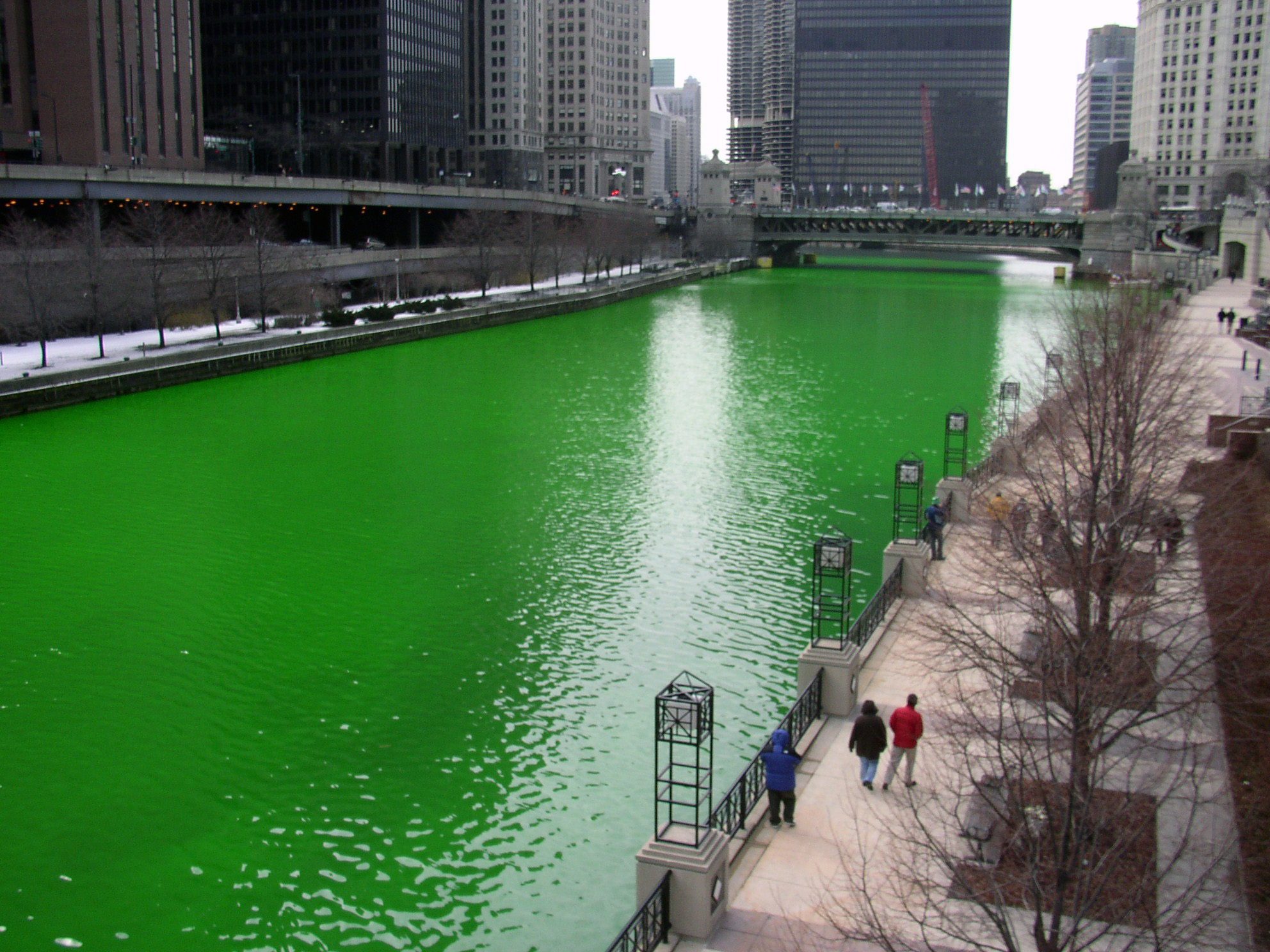
The Chicago River groen gekleurd voor de St. Patrick’s Day viering in 2005.

Ierse Amerikanen zijn burgers van de Verenigde Staten die Ierse voorouders erkennen. Uit de volkstelling van 2000 bleek dat zo’n 34 miljoen Amerikanen zich tot deze groep rekent. De enige zelfgerapporteerde etnische groep die groter is dan de Ierse Amerikanen zijn de Duitse Amerikanen. Men onderscheidt twee grote groepen, een protestantse groep die hoofdzakelijk uit het noorden van Ierland stamt, met name Ulster. Deze groep ging al snel in de vroege Amerikaanse samenleving op. De tweede groep wordt gevormd door de katholieke Ieren die na de Ierse aardappelhongersnood van 1845-1849 massaal naar Noord-Amerika vertrokken.

## Migratie naar Amerika

### Schots-Ierse protestanten
De term Scots-Irish wordt gewoonlijk gebruikt om de afstammelingen van immigranten uit Ulster aan te duiden. Ulster een voornamelijk protestants gebied in Noord-Ierland waar een vermenging tussen Schotten, Engelsen en Ieren plaatsvond door de geografische nabijheid van Schotland en de Britse plantages. In de telling van het jaar 2000 werden 4,9 miljoen personen tot deze groep geteld. Door onduidelijkheid over de naamsconventie schatten sommigen dat het werkelijke aantal Scots-Irish in de V.S. oploopt tot 23 à 30 miljoen personen.
De term Anglo-Ieren wordt gewoonlijk gebruikt om de oorspronkelijke protestantse Ieren aan te duiden en hen te scheiden van de Engelse, Franse en Duitse kolonisten. Zij kwamen voornamelijk uit Dublin, Cork, Wexford, en het oude Pale van Ierland.
Deze grote populatie, gecentreerd rond de oorspronkelijke groep van ca. een kwart miljoen Schotse Ieren kwam voornamelijk in beweging in een vlucht voor het economische leed dat door de Engelse dominantie van de handel en de woelingen, het gewelddadige en het katholiek fanatisme die de Ierse Oorlogen met zich mee brachten. Deze Schots-Ierse personen emigreerden voor de Amerikaanse Revolutie in 1776 als onderdaan van het Britse Rijk van een binnenlandse regio naar een andere. Door hun ervaring met de kleinschalige oorlogsvoering, endemisch in Ierland, vestigden de koloniale autoriteiten hen graag in de grensgebieden van Pennsylvania, Virginia, North- en South Carolina, waar hun vaardigheden konden worden ingezet tegen raids van Indianen. Daar hen grote stukken gratis land werd geschonken, gesubsidieerd door de Britse en koloniale autoriteiten, trokken tienduizenden van deze protestantse Schotse Ieren graag naar de ‘’American Frontier’’ waar ze de grenzen pacificeerden. Na jarenlang als dissidenten gediscrimineerd te zijn door de gevestigde Kerk van Ierland, steunden velen de expansie van de Presbyteriaanse en Methodistische kerken, die snel de dominante kerken werden in het Zuiden, dat voordien gedomineerd werd door deAnglicaanse en de Episcopalische kerk. Door hun snelle bevolkingstoename vormden zij de voorhoede van de pioniers en vormden zij de ruggengraat van de Presbyteriaanse en Methodistische kerken. In het zuiden en het westen van de Verenigde Staten lieten zij een predominante stempel na.
De 'Anglo' en 'Schots-Ierse' protestanten assimileerden snel in de nieuwe samenleving, in tegenstelling tot de latere katholieke Ierse immigranten. Velen lieten de Europese karaktertrekken, die zij niet langer bruikbaar achten achter zich, zoals Frederick Jackson Turner verkondigde in zijn Frontier Thesis. Zij werden "Amerikaans" en hielpen de betekenis van het Amerikaan zijn herdefiniëren.
De invloed van de Presbyteriaanse Ierse Amerikanen op de fundamenten van de jonge Amerikaanse staat kunnen niet worden onderschat. De handgeschreven Amerikaanse Onafhankelijkheidsverklaring werd gedrukt door zo’n man, John Dunlap; Het Grootzegel van de VS werd ontworpen door Charles Thomson. Tot verdriet van de Quakers, namen protestanten van Ierse afstamming zeer actief deel aan de politieke inrichting van het net onafhankelijke land. Meer dan één derde van alle Amerikaanse Presidenten hebben connecties met Ulster, terwijl dertien Presidenten afstammen van Ulster protestanten. In Noord-Ierland zijn de voorouderlijke huizen van de presidenten Arthur, Jackson, Wilson en Grant toeristische attracties.
Sommigen zien een verschil tussen de katholieke 'Ierse Amerikanen' en de protestantse 'Scots-Ieren' en 'Anglo-Ieren' (hoewel niet alle Scots-Irish migranten specifiek protestant). Vele mensen van zowel Anglo-Ierse als Scots-Ierse oorsprong die voor 1849 ontscheepten noemden zichzelf gewoon Iers. Pas nadat katholieke Ieren de politieke machines van de grote steden begonnen te domineren en er de controle overnamen van de protestanten begonnen 'Anglo-' en 'Scots-Ieren' en hun afstammelingen zich te definiëren als "Scotch-Irish".

### Katholieken
Ierse katholieken migreerden al voor de Amerikaanse revolutie naar Noord-Amerika, sommigen als huisbedienden of via deportatie als bestraffing, maar hun aantal bleef slechts een fractie van de totale emigratiestroom naar Amerika. In de jaren 1820 werden vele mannen tewerkgesteld in de aanleg van kanalen, bosbouw en de bouw. Kleine maar strakke gemeenschappen groeiden uit in steden als Boston, Providence en New York. Bij de aanleg van het Eriekanaal was meer dan de helft van de arbeiders Iers.
Tijdens en na de Ierse aardappelhongersnood van 1845-1849 trokken miljoenen Ierse katholieken naar Noord-Amerika. Veel kwamen aan te Canada en de Verenigde Staten. Heel wat Ieren die Ierland achter zich lieten tijden de Ierse aardappelhongersnood bereikten nooit hun bestemming. Door armoede en slechte gezondheid was de mortaliteit tijdens de zeereis bijzonder hoog. Daardoor kwamen de schepen waarmee zij reisden bekend te staan als doodkistschepen. Bijna één derde van alle Ieren die vanuit Groot-Brittannië inscheepten naar Noord-Amerika kwamen aan in haar dominion Canada. De grootste groep bleef hier ook, voornamelijk in Toronto en Ontario en bleven zo Britse onderdanen. Maar een significant aantal trok naar de Verenigde Staten om er zich aan te sluiten bij de Iers-Amerikaanse gemeenschappen. Tussen 1820 en 1860 waren meer dan twee derde van de Ierse immigranten naar de Verenigde Staten katholiek en maakten zij één derde uit van alle emigranten naar de Verenigde Staten. Tegen 1840 waren van alle emigranten die in de V.S. ontscheepten meer dan de helft van Ierse origine.
Veel van deze immigranten trokken naar de grootste steden, voornamelijk Boston en New York, maar ook Chicago, San Francisco, Hartford, Albany, Philadelphia en Detroit. Tot op vandaag behelzen vele van deze steden een aanzienlijke Iers-Amerikaanse gemeenschap, terwijl New York beweert meer mensen van Ierse afstamming te hebben dan de volledige populatie van Dublin.
De steden werden de trechters waardoor de Ieren, zowel protestantse als katholieke, de Amerikaanse samenleving binnentraden. De waarden die de protestantse Ieren voor stonden waren meer gelijkend met deze van de toenmalige Amerikanen dan deze van de katholieken. Daarbij onderhielden de protestantse Ieren nog steeds de familiale en clanbanden met Ieren die in de vorige decennia naar Amerika waren getrokken. Hoewel de condities voor beide groepen hard waren, zorgden de culturele, religieuze en linguïstische verschillen tussen de protestantse en katholieke Ieren die tussen 1820 en 1860 naar Amerika emigreerden ervoor dat deze onderneming erg verschillend ervaren werd.

## Ierse gemeenschappen in het Zuiden
Slechts twee procent van de Zuidelijke bevolking was Iers katholiek. Deze groepen concentreerden zich een enkele middelgrote steden, waar ze zeer zichtbaar waren, zoals in Charleston, Savannah en New Orleans.

## Discriminatie, vooroordelen en stereotypering
In de 19de eeuw was de V.S. in de eerste plaats een protestants land en Ierse katholieke Amerikanen waren het slachtoffer van discriminatie, vooroordelen en stereotypering.
Vooral rond het midden van de 1850’s kregen de Ierse katholieke migranten in de Verenigde Staten af te rekenen met discriminatie en vooroordelen. Deze tendens bereikte haar hoogtepunt in 1854 met de oprichting van de Know Nothing Party die de katholieken uit de openbare ambten trachtte te weren. Deze anti-Ierse beweging was echter maar een kort leven beschoren. Heel wat van deze oppositie tegen de groeiende macht van de katholieke Ieren in de grote steden ging uit van de Ierse protestanten. Zoals o.a. tijdens de rellen in Philadelphia van 1831. In landelijke gebieden braken tijdens de jaren 1830’ rellen uit tussen elkaar beconcurrerende arbeidersgroepen afkomstig uit verschillende delen van Ierland en tussen Ieren en autochtone Amerikaanse arbeiders om jobs in de bouwnijverheid.
Ieren werden het gewoon te worden gediscrimineerd in de sociale sfeer. Huwelijken tussen katholieken en protestanten waren ongewoon (en werden langs beide kanten sterk ontmoedigd). Een belangrijke reactie was de oprichting van een parochiaal schoolsysteem, die de talrijke colleges aanvulden, waardoor zowat de helft van de Ierse jeugd van de publieke scholen werd geïsoleerd. Na 1860 begonnen de Ieren liederen te zingen over de borden met "HELP WANTED - NO IRISH NEED APPLY" –(Hulp gevraagd – Ieren dienen niet te reageren)- die ook werden aangeduid als "the NINA signs." Deze borden hadden een grote impact op het Ierse gevoel aangaande discriminatie.
Tijdens de periode volgend op de Amerikaanse Burgeroorlog hielden autochtone New Yorkers er heel wat vooroordelen op na tegen arme Ierse katholieken. De bevolkingsgroep werd effectief uitgesloten uit bepaalde beroepen. Terwijl de Ieren beroepstakken als huishulp, de bouwnijverheid en fabriekswerk domineerden waren ze in veel geringe aantallen aanwezig in de geschoolde beroepen en de financiële- en zakenwereld. Daardoor gingen de Ieren hardnekkig vasthouden aan de door hen gedomineerde beroepsniches, waarop ze op hun beurt de pogingen van nieuwe immigrantengroepen en Afro-Amerikanen om zich hiertoe toegang te verschaffen blokkeerden. Dit leverde de Ierse katholieken de reputatie op gewelddadig en racistisch te zijn.
Volgens de historicus George Potter stereotypeerde de media de Ieren in Amerika als een door hun baas gecontroleerde groep die zowel gewelddadig was (zowel onderling als met andere etnische groepen), neigde tot alcoholisme en steunden op vaak gewelddadige en criminele straatbendes.

## Ieren in de politiek en de overheid
De katholieke Ieren gingen snel in de ordehandhaving en bouwden (via de Katholieke Kerk) honderden scholen, colleges, weeshuizen, hospitalen en opvangtehuizen.
Tegen de 1850’s waren de Ierse katholieken dominant aanwezig in de politiekorpsen van grote steden. In 1855 waren in New York 305 van de 1149 politiemannen geboren in Ierland. De oprichting van een eengemaakt politiekorps in Philadelphia zette de deur open voor de Ieren in deze stad. Tegen 1860 waren in Chicago 49 van de 107 politieagenten Iers. Chef O’Leary leidde het politiekorps in New Orleans en Malachi Fallon was de politiechef van San Francisco.
De Ieren hadden de reputatie van zeer goed georganiseerd te zijn en leverden sinds 1860 de meerderheid van de leiders van de Katholieke Kerk in de V.S., vakbondsleiders, de Democratische Partij in de grotere steden en de katholieke hoge scholen, colleges en universiteiten. Politiek stemden vanaf de jaren 1830 80-95% van de katholieke Ieren voor de Democraten, en dit tot 1964. John F. Kennedy was hun grootste politieke held. Al Smith, die verloor van Herbert Hoover in de presidentsverkiezingen van 1928, was de eerste Ierse katholiek die voor het presidentschap streed.
Vandaag zijn de meeste Iers-katholieke politici verbonden met de Democratische Partij, hoewel sommigen leiders van de Republikeinse partij zijn geworden, zoals Ed Gillespie, Peter T. King en Henry Hyde. Ronald Reagan beroemde zich op zijn Ierse oorsprong (zoon van een Iers katholieke vader, maar protestants opgevoed). In het verleden controleerden Ierse katholieken vele cliëntelismenetwerken in vele steden en waren vaak voorzitter van het Democratisch Nationaal Comité, zoals Thomas Taggart, Vance McCormick, James Farley, Edward J. Flynn, Robert E. Hannegan, J. Howard McGrath, William H. Boyle, Jr., John Moran Bailey, Larry O'Brien, Christopher J. Dodd en Terry McAuliffe. De meerderheid van de Ierse katholieken die zetelen in het Congres behoort tot de Democratische partij. Momenteel (2006) is Susan Collins uit Maine de enige Iers katholieke senator die tot de Republikeinen hoort. Volgens recente peilingen zijn de Ierse katholieke kiezers nu evenwichtig verdeeld over de Democratische en Republikeinse kandidaten. Een grote meerderheid stemde bijvoorbeeld voor de Republikeinse Ronald Reagan. De zwijgzame Pro-life meerderheid in de Democratische partij behelst veel Iers katholieke politici zoals senator-elect Bob Casey, Jr. die senator Rick Santorum versloeg in een zeer zichtbare race Pennsylvania in 2006.
Vele belangrijke steden hebben katholieke Ierse Amerikanen verkozen tot burgemeester. Boston, Cincinnati, Houston, Newark, New York, Omaha, Scranton, Pittsburgh, Saint Louis, Saint Paul, en San Francisco hebben allen Ieren als burgemeester gehad. Chicago, Boston en Jersey City hebben meer Ierse Amerikaanse burgemeesters gehad dan van eender welke andere etnische groep. De steden Chicago, Baltimore, Milwaukee, Oakland, Omaha, St. Paul, Jersey City, Rochester, Springfield, Rockford, San Francisco, Scranton en Syracuse hadden in 2006 een Iers-Amerikaanse burgemeester. Allen behoren ze tot de Democratische partij. De burgemeester van Pittsburgh Bob O'Connor overleed in 2006. New York heeft minstens drie burgemeesters gehad die geboren zijn in Ierland en meer dan acht Iers Amerikaanse burgemeesters. De recentste was de in County Mayo geboren William O'Dwyer, verkozen in 1949.
De stemmen van Ierse protestanten zijn niet even goed bestudeerd. Sinds de jaren 1840 was het ongewoon voor een protestantse politicus in de V.S. om zich met de Ieren te identificeren. In Canada bleven de Ierse protestanten echter een samenhangende macht tot goed in de 20e eeuw, waarbij velen tot de Oranjeorde behoorden. Doorheen de 19e eeuw waren sectaire confrontaties tussen protestantse en katholieke Ieren alledaags in Canadese steden.

### Presidenten met Ierse voorouders
De volgende 16 presidenten van de Verenigde Staten kunnen op een Ierse herkomst bogen. De verwantschapsgraden variëren van, bv. George W. Bush, die slechts verwant is met de Ierse immigranten, tot bv. Presidenten Kennedy en Reagan, wier Ierse afkomst uit veel recentere tijden stamt. Sociologische en historisch moet worden opgemerkt dat slechts 8 van de 28 eerste presidenten tussen 1789 en 1921 ten dele van Ierse afkomst waren, en dat sinds Kennedy in 1961 tot president verkozen werd elke Amerikaanse president - op een na, Gerald Ford - Iers bloed in zich meedroeg. Maar slechts één president, namelijk John F. Kennedy, was zowel Iers-Amerikaans én katholiek.
1. Andrew Jackson, 7e president 1829-37
2. James Knox Polk, 11e president 1845-49
3. James Buchanan, 15e president 1857-61
4. Ulysses S. Grant, 18e president 1869-77
5. Chester Alan Arthur, 21e president 1881-85
6. Grover Cleveland, 22e en 24e president 1885-89, 1893-97
7. William McKinley, 25e president 1897-1901
8. Woodrow Wilson, 28e president 1913-21
9. John Fitzgerald Kennedy, 35e president 1961-63
10. Lyndon Baines Johnson, 36e president 1963-69
11. Richard Milhous Nixon, 37e president 1969-74
12. James Earl Carter, 39e president 1977-81
13. Ronald Wilson Reagan, 40e president 1981-89
14. George H.W. Bush, 41e president 1989-1993
15. William Jefferson Clinton, 42e president 1993-2001
16. George W. Bush, 43e president 2001-2009
17. Barack Obama, 44e president 2009-2017

Ook Jefferson Davis de 1e president van de Geconfedereerde Staten van Amerika had Ierse voorouders.
 en

### Algemene werken
- Glazier, Michael, ed. The Encyclopedia of the Irish in America. 1999. Het beste werk om mee te beginnen; met essays door meer dan 200 experten, behandeld zowel de katholieken als de protestantse Ieren.
- Meagher, Timothy J. The Columbia Guide to Irish American History. 2005.
- Negra, Diane (ed.) The Irish in Us. Duke University Press, 2006.